# The Spire

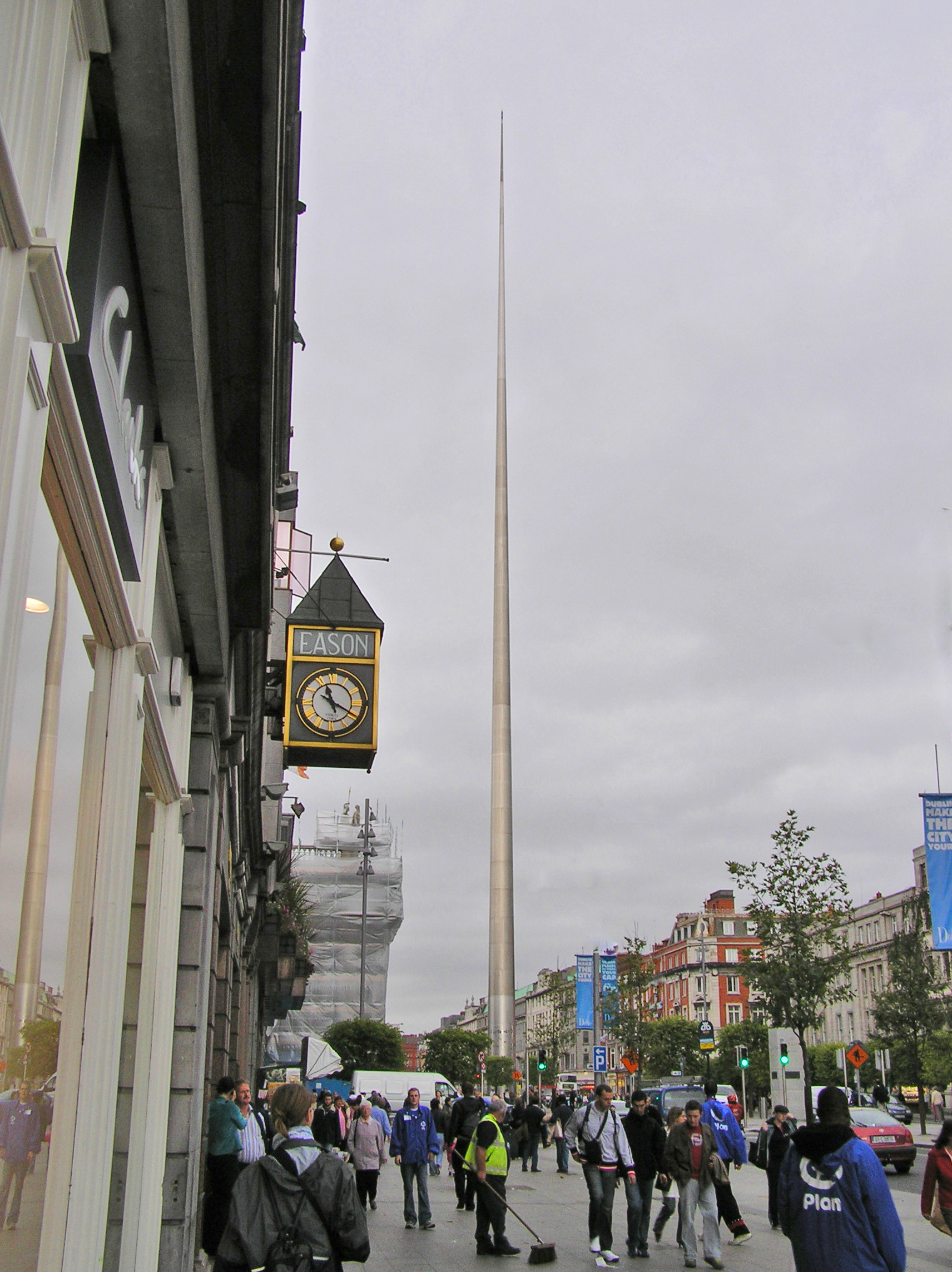
The Spire

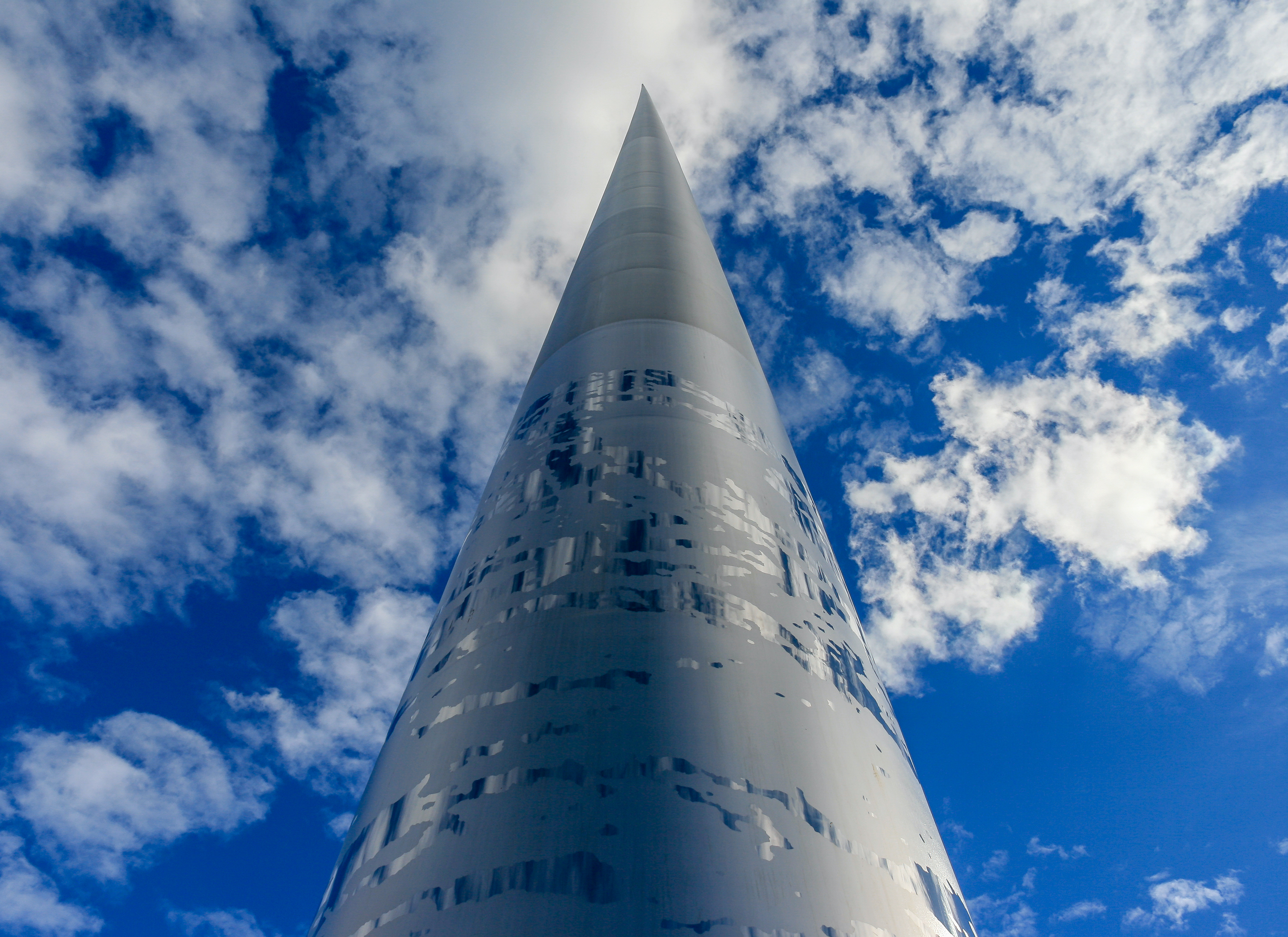
The Spire

De Spire of Dublin, ook wel de Monument of Light (Iers-Gaelisch: An Túr Solais) genoemd, is een 120 meter hoog kunstwerk op O'Connell Street in de Ierse hoofdstad Dublin. De naam betekent letterlijk: De Spits van Dublin of De Naald van Dublin. Het werk was bedoeld om het nieuwe millennium in 2000 luister bij te zetten, maar de aanleg liep vertraging op vanwege problemen rond de bouwvergunning en milieuverordeningen. Uiteindelijk vond de oprichting plaats in 2003, op de plek waar voorheen Nelson's Pillar stond, die in 1966 door IRA-activisten was opgeblazen.
De Spire werd ontworpen door het Engelse bureau Ian Ritchie Architects. De constructie van roestvast staal heeft aan de basis een diameter van 3 meter en meet aan de top 15 centimeter.
Het monument maakt deel uit van de uitgebreide opwaardering van O’Connell Street, die in de jaren 70 en 80 haar oude allure was verloren door de vestiging van goedkope winkels, fastfoodrestaurants en gokhallen die de straat een verloederd aanzien gaven.
In de jaren 90 keerde het tij en werd de herinrichting van de straat ter hand genomen. De plaatsing van het nieuwe monument maakte hier een belangrijk onderdeel van uit.
Het plan ondervond niettemin tegenstand. Er was kritiek op het ontwerp en op de kosten (4 miljoen euro), en al voor het kunstwerk er stond kreeg het, zoals gebruikelijk in Dublin, diverse cynische bijnamen, zoals "Stiletto in the Ghetto," de "Rod to God", de "Erection at the Intersection," en de "Stiffy by the Liffey". De kritiek verstomde grotendeels toen het monument er eenmaal stond.